# Armadillo TBP
El vehículo blindado liviano de transporte de personal “Armadillo” (o simplemente Armadillo APC,«Transporte Blindado de Personal») fue diseñado para transportar personal en una forma rápida y segura al área de combate, tan cercana al enemigo, como la situación lo permita, con un mínimo de desgaste del personal, dándole la protección contra armas de pequeño calibre, que le da la coraza blindada; con un sistema de armamento que le permite repeler ataques a distancia y con un sistema de comunicaciones que le permite tener continuo contacto con las unidades amigas.

## Diseño y desarrollo
En el año de 1981, siendo jefe del Servicio de Material de Guerra el Coronel de Caballería DEM. JUAN FRANCISCO AGUILAR OLIVA, pensó en la fabricación de un vehículo blindado similar al Vehículo Blindado Cadillac Gage Commando  V-100 de Fabricación Americana. La idea surgió a partir de que el Gobierno de EE. UU. le quitara la ayuda militar a Guatemala; inicialmente fabricaron un prototipo del Vehículo V-100 en madera, siendo este el primer paso para dar inicio a la fabricación del primer Vehículo Liviano Multipropósito (VBLM) “Armadillo”. En el mes de octubre de ese mismo año, se inició dicha fabricación, la cual se dio sin tener una base real o científica, no hubo una planeación, por lo que se puede decir que fue de una forma empírica por manos guatemaltecas, dentro de la institución armada,  el Armadillo forma parte de la identidad del ejército de Guatemala. Fueron necesarios entre nueve y diez meses para llevar a feliz término la fabricación del primer vehículo, para lo cual fue indispensable material blindado proveniente del extranjero, así como accesorios y repuestos que se encontraron en la bodega de este servicio.
La mano de obra que se utilizó para tal proyecto, fue de cuatro especialistas quienes trabajaron de lleno en el corte, armado, montaje y pulido de los diferentes sistemas y conjuntos, así como también, en los diferentes servicios de los talleres de material de guerra, cada cual en su especialidad, como por ejemplo, Tornos, Electromecánica, Pintura, Tapicería y Carpintería. Al primer Armadillo le llamaron “PUMA 01”  y su primera prueba de camino la realizaron en la carretera de Ipala a Chiquimula, la cual es de terracería, donde inicialmente hubo defectos de fajas rotas, recalentamiento por el demasiado peso que el vehículo tenía, este primer vehículo no podía ir a más de 100 km/h.  Posteriormente, se dio inicio a la fabricación de un segundo vehículo, ya con las modificaciones y mejoras que se le hicieron al primero, el que fue fabricado con más precisión y en un tiempo menor, a este vehículo se le llamó “LINCE 02”.
En febrero de 1983, fue inaugurado oficialmente el Departamento de Producción de Vehículos Blindados Armadillos, con el aval del Estado Mayor de la Defensa Nacional, contratando para este departamento veinticinco plazas más, distribuidas en diferentes secciones; los soldadores fueron contratados directamente de la vida civil, por la falta de los mismos dentro del servicio.
Con este personal dentro del Departamento, se comenzó la fabricación en serie de tres vehículos más, para completar cinco, los cuales al estar terminados pasaron a formar el primer Escuadrón de Blindados de la Zona Militar 1715 Quetzaltenango.  Otros cinco vehículos fueron fabricados y mandados para la Zona Militar n.º 19 Huehuetenango, donde formaron el segundo Escuadrón de Blindados. No fue hasta que se llevaban fabricados quince Armadillos cuando con la colaboración de un calculista técnico del Cuerpo de Ingenieros, se dio inicio a la elaboración de planos de todo el vehículo, para que su fabricación fuese estándar y salieran lo más idénticos posibles, con este formato ya realizado los vehículos fueron resultando más ordenados en su producción, de esta misma manera las medidas fueron más exactas y sus diferentes sistemas ya quedaban mejor ubicados y su funcionamiento estaba en un nivel óptimo. En total se fabricaron treinta Armadillos, los cuales fueron distribuidos entre la zona militar n.º 23 Peten, zona militar n.º 22 Playa Grande Quiche, zona militar n.º 12 Santa Lucía Cotzumalguapa, Escuintla.Hasta hoy ha quedado sin efecto la fabricación de estos vehículos, por las políticas de mando y por la firma de la paz que se dio en el país a finales del año de 1996.

## Generalidades
Puede ser utilizado como vehículo de combate, escolta de convoyes, antimotines, puesto de comando móvil en misiones de reconocimiento o evacuación de heridos.
El casco está totalmente construido de chapas de acero balístico electrosoldadas interna y externamente, ubicadas en distintos ángulos para hacer menos vulnerable a los impactos directos del vehículo.
Las mirillas o visores, son construidos a base de material balístico, transparente, formado por dos caras; la cara externa compuesta por seis (06) capas de cristal templado y la cara interna por un plástico balístico denominado “LEXGARD”.

## Características
DIMENSIONES
Largo: 6.13 m 
Ancho: 2.48 m
Altura Sin Torreta: 2.14 m
Altura con Torreta: 2.60 m
Peso completo: 8,6 t (19.000 lbs.)

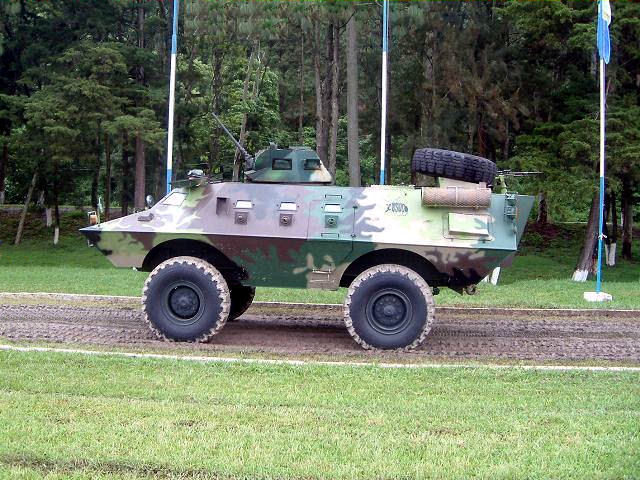
Armadillo TBP con torreta.

Ángulo de inclinación en costillaje: 45 Inferior
Ángulo de inclinación en costillaje: 60 Superior

## Blindajes

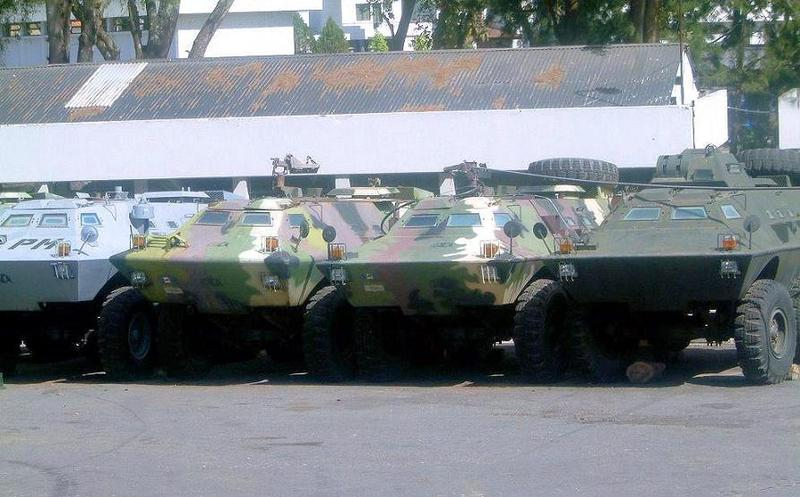
Varios VBLM Armadillos en el Comando SMG.

Ángulo Muerto - 10 grados aproximadamente 75 m alrededor del vehículo
Blindaje al frente: 15 mm y 8 mm en parte inferior y superior respectivamente.
Blindaje posterior: 15 mm
Blindaje a los lados: (costillaje) 8 mm y/o 15 mm
Techo: 8 mm

## Versiones
- VBLM Armadillo

TBP Básico.
- VBLM Armadillo

TBP versión con torreta giratoria.

## Usuarios
- Guatemala: 30 unidades fabricadas para y en servicio del Ejército de Guatemala. Actualmente 30 unidades operativas. [cita requerida]

## Vehículos similares
- M1117 Vehículo blindado de seguridad - un vehículo derivado del Commando, destinado al Cuerpo de Policía Militar del Ejército estadounidense.
- Bravia Chaimite - vehículo portugués similar al Commando.
- Dragoon AFV - vehículo producido por Arrowpointe Corporation (ahora General Dynamics Land Division).
- El Berliet VXB-170 francés, construido en un pequeño número para la Gendarmería y para Gabón.
- BOV, vehículo fabricado en Yugoslavia, que más tarde fue reemplazado por el LOV-1 en algunos países de la antigua Yugoslavia.
- BRDM-2 - vehículo de reconocimiento soviético.